# Colleferro Scalo
Colleferro Scalo è una località del Lazio, frazione del comune di Colleferro, in provincia di Roma, così chiamata poiché proprio in questa frazione è ubicato lo scalo ferroviario della città.
Può vantare di essere stato il primo insediamento moderno della città (con il precedente nome di Segni Scalo, sorto in quella parte di territorio che originariamente faceva parte del comune di Valmontone), formatosi nella seconda metà dell'Ottocento.

## Monumenti e luoghi d'interesse

### Chiesa di San Gioacchino
La chiesa di San Gioacchino è situata di fronte all’Ex Zuccherificio della Soc. Valsacco.
I lavori per la costruzione sono iniziati nel 1898 dopo la richiesta, con firme di circa 360 abitanti dello Scalo, al vescovo di Segni Pancrazio Giorgi con il contributo di papa Leone XIII di 20-25.000 lire. L’area fu donata dalla famiglia dei Doria e un ultimo ausilio economico fu offerto dal conte Ludovico Pecci e dalla Soc. Valsacco, che si occupò della realizzazione della struttura. A causa del fallimento della società, la costruzione fu arrestata fino a che non fu ripresa e condotta a termine nel 1925 dall'impresa Rocchi.
San Gioacchino dipendeva dalla chiesa di Santa Maria Assunta di Valmontone, ma dal 1924 fu unita alla cappellania di Colleferro.  Nel 1949 divenne parrocchia autonoma con un proprio sacerdote.
La chiesa ha la forma di un ottagono, inscritto in una "croce greca", che è molto visibile sia al suo esterno sia al suo interno. Inoltre, la sua figura geometrica non ha solamente un significato architettonico ma anche religioso. Infatti otto sono le beatitudini nel Vangelo di Matteo e l'ottavo è il giorno della resurrezione del Signore.
L'edificio è caratterizzato dall'armonia e dall'equilibrio delle linee e dei volumi. Lo stile è prettamente romanico con tratti gotici visibili nelle nervature e nel contrasto accentuato dei chiaroscuri. Inoltre, è caratterizzata da archi a tutto sesto e masse murarie solide e compatte. L'abside semicircolare, con la sua calotta semisferica, oggi è visibile solo dall'esterno poiché internamente è stato ricavato uno spazio per la sagrestia. 

## Infrastrutture e trasporti
Colleferro Scalo è servita dalla stazione di Colleferro-Segni-Paliano. Una targa commemorativa nella sala d'aspetto rievoca una tappa qui fatta da Gabriele D'Annunzio il 2 aprile 1889.
Nella frazione è presente anche il casello autostradale di Colleferro sulla autostrada A1.